# Bistum Kapsabet
Das Bistum Kapsabet (lat.: Dioecesis Kapsabetensis) ist ein in Kenia gelegenes Bistum der römisch-katholischen Kirche mit Sitz in Kapsabet.

## Geschichte
Papst Leo XIV. errichtete das Bistum Kapsabet am 10. Juli 2025 aus Gebietsabtretungen des Bistums Eldoret und unterstellte es dem Erzbistum Kisumu als Suffragandiözese. Zum ersten Diözesanbischof wurde mit gleichem Datum der bisherige Weihbischof in Eldoret, John Kiplimo Lelei ernannt. Kathedrale des Bistums ist die bisherige Pfarrkirche St. Peter in Kapsabet.
Das Territorium des Bistums Kapsabet ist deckungsgleich mit dem Distrikt Nandi.